# Musée national d'histoire de la religion
Le musée national d'histoire de la religion (en russe : Государственный музей истории религии), précédemment dénommé : musée national d'histoire de la religion et de l'athéisme du ministère de la culture de l'URSS, est un musée de Saint-Pétersbourg, en fédération de Russie. Depuis 2000, il se situe à la rue Potchtalmskaïa, 14/5, précédament, de 1932 à 2000, il était installé dans la cathédrale Notre-Dame-de-Kazan de Saint-Pétersbourg (jusqu'au retour de celle-ci dans l' Église orthodoxe russe).
Le musée de l'histoire de la religion est le seul en Russie et l'un des rares musées au monde dont les expositions représentent l'histoire de l'émergence et du développement des religions. La collection du musée compte plus de 180 000 pièces dont les plus anciennes datent du VIe siècle avant notre ère.

## Histoire
Le musée a été créé par l'Académie des sciences de l'URSS sur base d'une décision du Praesidium de l'académie du 7 septembre 1930 et de la décision du Comité central de l'URSS du 26 avril 1931. Les bases de l'exposition étaient une exposition antireligieuse, ouverte en 1930 dans les salles du Palais d'Hiver à Leningrad. L'ouverture officielle du musée dans la cathédrale de Kazan a eu lieu le 15 novembre 1932. L'initiateur de la création du musée et son premier directeur était l'éminent historien de la  religion, l'ethnographe et anthropologue Vladimir Bogoraz (1865-1936).
En 1991, le musée a été transféré  dans l'ancienne maison du comte Sergueï Yagoujinsky (ru) qui était passée dans le patrimoine du ministère des postes et télégraphes de l'empire russe. En 1980, ont eu lieu des réparations majeures. Une restauration qui a duré de 1992 à 2000 a également été menée . Le bâtiment fait partie de l'héritage culturel des peuples de la fédération de Russie.

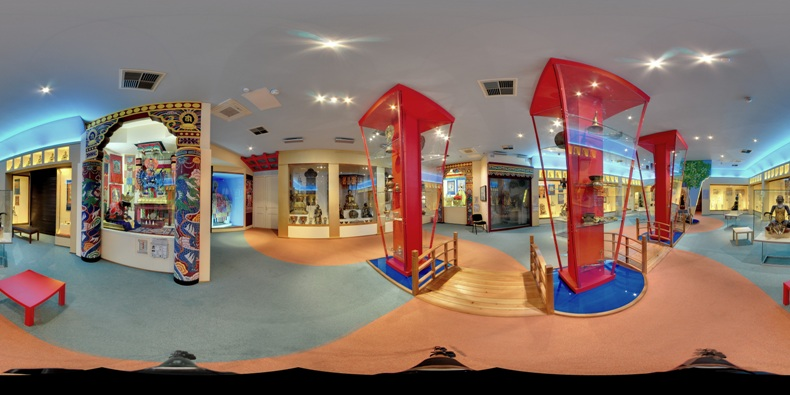
Salle bouddhisme de l'expo permanente Religions d'Orient.
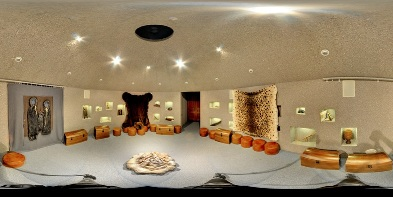
Section enfant de l'exposition permanente Début des débuts.

## Exposition permanente

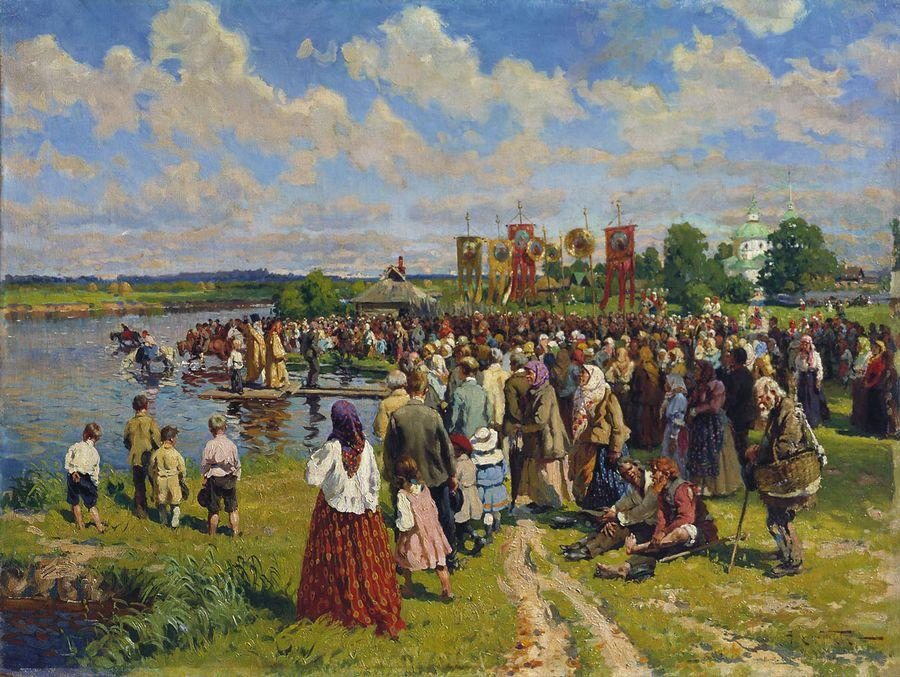
La procession aux saints Flore et Laure, Alexandre Makovski (entre 1921 et 1923).

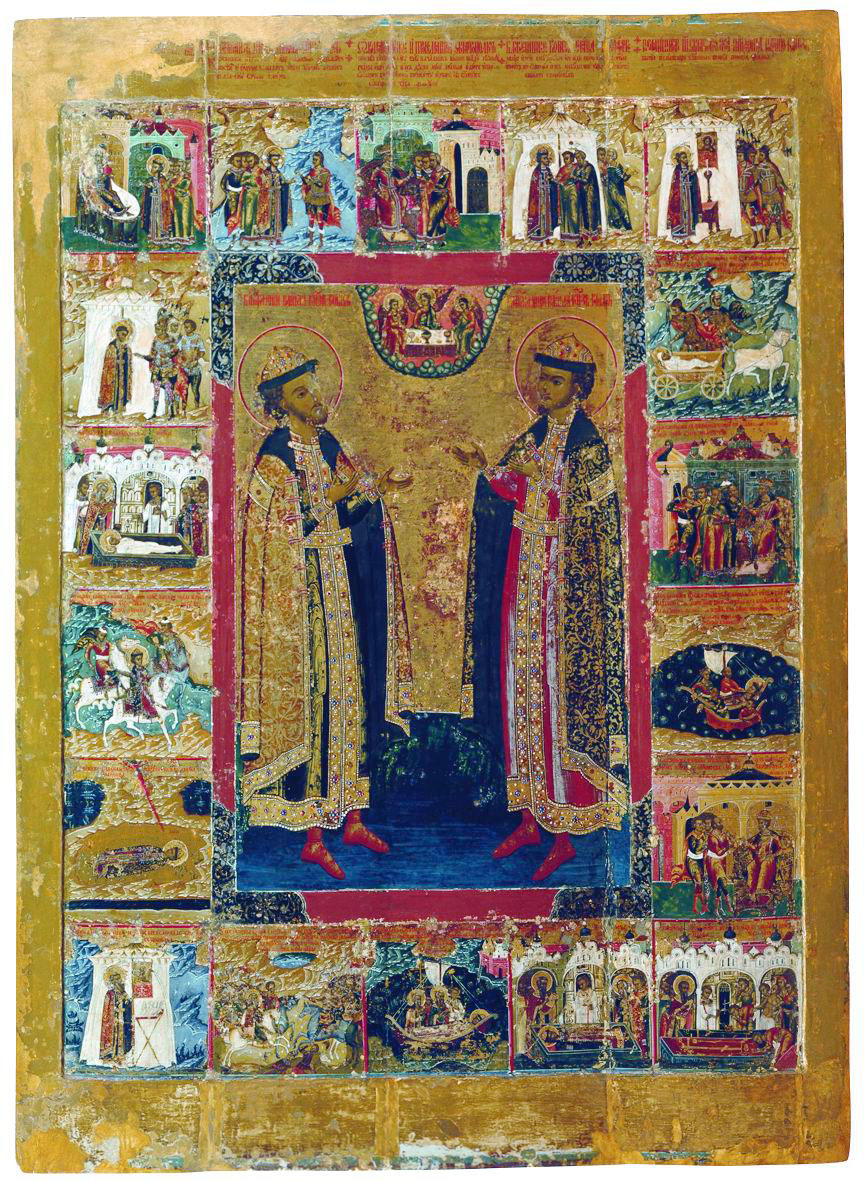
Icône de Boris et Gleb (XVIIe siècle).

Aujourd'hui, les sections suivantes de l'exposition permanente sont ouvertes au public :
- Histoire du christianisme orthodoxe ;
- Catholicisme ;
- Protestantisme ;
- Religion d'Orient : bouddhisme, hindouisme, confucianisme, taoïsme, shintoïsme ;
- Islam.

Le 26 avril 2012 les sections suivante ont été ouvertes :
- Croyances et rites archaïques;
- Religions de l'Antiquité : polythéisme ;
- Religion de l'Antiquité : judaïsme et émergence du monothéisme ;
- Émergence du christianisme.

En février 2011 le musée a ouvert un département spécial pour les enfants avec une exposition permanente ' Début des débuts. Elle présente aux jeunes visiteurs une composante importante des conceptions religieuses, la conception de l'émergence du monde et de son organisation? C'est un espace magique qui plonge les enfants dans l'ère de la conscience mythologique.

## Source
- (ru) Cet article est partiellement ou en totalité issu de l’article de Wikipédia en russe intitulé « Государственный музей истории религии » (voir la liste des auteurs).